# Apagones de Venezuela de 2024
Los apagones eléctricos en Venezuela de 2024 fueron una serie de interrupciones al servicio eléctrico a nivel nacional que arrastra problemas desde 2007; durante el año 2024 se aplicó programas de cortes debido a la inestabilidad del sistema eléctrico, sin embargo se inició el 27 de agosto con un apagón que afecto a 16 estados del país alrededor de las 7:12 p. m. hasta la restauración del servicio aproximadamente a las 8:30 p. m. VET, el 30 de agosto se registró otro apagón que dejó sin suministro eléctrico a los 23 estados del país que inició a las 4:50 a. m. y que perduró 12 horas continuas.
El gobierno de Nicolás Maduro atribuyó a un supuesto sabotaje contra el sistema eléctrico del país como razón de los apagones, culpando a los líderes opositores María Corina Machado y Edmundo González como los responsables, sin dar pruebas o más información al respecto, los apagones y las acusaciones del gobierno de Maduro ocurren en medio de una crisis iniciada tras las polémicas elecciones presidenciales de 2024. Según el medio Infobae, estas acusaciones podrían dar pie a una escalada aún mayor de persecución y represión contra la oposición política.Diosdado Cabello, nombrado por Maduro como Ministro del Interior, Justicia y Paz— afirmóque el gobierno ya tenía información sobre presuntos ataques y que aplicaría justicia con base en sus hallazgos.El 4 de septiembre, sin revelar ninguna otra información, Cabello dijo que 11 personas habían sido detenidas.
Venezuela, depende en gran medida de casi el 80 % de la producción eléctrica del Complejo hidroeléctrico de las represas del Guri (Central Hidroeléctrica Simón Bolívar, Represa de Caruachi y Represa de Las Macagua), pero que tiene su debilidad en tres líneas principales de su sistema de transmisión y distribución instaladas hace más de 60 años (SEN),ha experimentado frecuentes cortes de electricidad durante al menos una década;la administración de Maduro a menudo culpa de los apagones a la oposición y a otros países como Estados Unidos de ataques cibernéticos,sabotajes y, ataques electromagnéticos, mientras que los expertos y la oposición los atribuyen a una falta de inversión, en un mantenimiento deficiente, corrupción e incompetencia, y una pérdida de trabajadores talentosos debido a la crisis de refugiados venezolanos.

## Antecedentes
Una crisis energética en Venezuela ha provocado apagones durante una década;varios estados venezolanos experimentan apagones con frecuencia, y los cortes ocurren diariamente en la parte occidental del país. Los cortes más grandes a nivel nacional ocurrieron en 2019, con múltiples apagones que duraron días.
El sistema hidroeléctrico se construyó entre la década de 1960-1980 con represas sobre el río Guri y suministra gran parte de la energía eléctrica de Venezuela; según Associated Press, ese sistema "se ha visto afectado por un mantenimiento deficiente, una falta de suministros de energía alternativa y una fuga de talento en ingeniería, ya que aproximadamente 8 millones de inmigrantes venezolanos han huido de la miseria económica en los últimos años". La Agence France-Press afirma que «numerosos expertos atribuyen los frecuentes cortes de electricidad a la corrupción oficial y a la falta de inversiones en las redes de distribución».
Los cortes de electricidad más grandes a nivel nacional ocurrieron durante el año 2019, con múltiples apagones que duraron semanas.Según Infobae, la administración de Maduro afirmó en septiembre de 2023 que una empresa china no identificada se encargaría de modernizar la infraestructura eléctrica, pero la situación de la red eléctrica no ha hecho más que empeorar hasta la actualidad.
Los frecuentes y comunes apagones en todo el país ocasionan interrupciones en el servicio de telefonía e internet, y problemas en el acceso al agua potable, generando protestas ciudadanas por las interrupciones en las actividades cotidianas. Según la ONG Observatorio Venezolano de Conflictividad Social (OVCS), hubo al menos 416 protestas de este tipo en 2023. En febrero de 2024, el OVCS afirmó en su informe anual que los cortes de energía han provocado quejas diarias de los ciudadanos; la organización de derechos humanos PROVEA dijo que el deterioro no debe seguir siendo aceptado y "normalizado".  El 22 de abrilo curre la salida del general Néstor Reverol como ministro de Energía Eléctrica y fue nombrado como su sustituto al general Jorge Márquez, luego que el país registra cerca de 200 cortes eléctricos por día; Solo en 2023, el Observatorio Venezolano de Conflictividad Social (OVCS) documentó 416 protestas por fallas de electricidad en todos los estados y en Caracas.

## Desarrollo

### Agosto

#### 27 de agosto
Alrededor de las 7:15 p. m. del 27 de agosto, se registró una primera fluctuación eléctrica en varios estados del país y en la capital Caracas, pasados unos minutos se registró una nueva fluctuación.
A las 7:29, a través de redes sociales, principalmente en X, usuarios reportaron un nuevo apagón que dejó sin suministro eléctrico a varias zonas de Caracas y afecto total o parcialmente a los estados Zulia, Falcón, Lara, Carabobo, Mérida, Táchira, Miranda, Nueva Esparta, Sucre, Guárico, Bolívar, Aragua, La Guaira, Trujillo, Anzoátegui y Yaracuy.
El ministro del Interior, Justicia y Paz, Diosdado Cabello, mediante una llamada telefónica con el canal de televisión estatal Venezolana de Televisión, aseguró que la causa del apagón fue un supuesto ''ataque terrorista'' a una torre de transmisión de la línea 765, que comprende entre Valle de La Pascua y Valencia, estado Carabobo; Cabello culpó a la oposición venezolana de ser los autores del ataque, sin presentar pruebas o dar más información que evidenciara su hipótesis.
El servicio eléctrico fue restablecido en todo el país pasada una hora, aproximadamente a las 8:30 p. m.

#### 30 de agosto
A las 4:50 a. m. del 30 de agosto, se produjo un apagón que afectó al Distrito Capital y a los otros 22 estados del país durante 13 horas. Varios videos en redes sociales mostraban ciudades sin servicio. Internautas reportaron estar a oscuras en los estados de Miranda, Aragua, Carabobo, Yaracuy, Lara, Mérida, Táchira, Barinas, Trujillo, Zulia, Anzoátegui, Monagas, Guárico, Bolívar, La Guaira y Nueva Esparta. El apagón dejó sin luz a un 80 % del país.
El ministro de comunicación de Nicolás Maduro, Freddy Ñáñez, adjudicó el problema a un supuesto sabotaje, en una entrevista en el canal del estado Venezolana de Televisión, señaló como culpables a los líderes opositores María Corina Machado y Edmundo González, también informó que el equipo del gabinete eléctrico trabaja en la restitución total del servicio". explicó que se activo en la capital un operativo especial para el transporte superficial, gestionado por el Metro de Caracas, aunque, se desconoce el número de estaciones o sectores que se encuentran en funcionamiento. Ñañez no precisó que tipo de sabotaje fue el que presuntamente se cometió.
El dirigente opositor, Juan Pablo Guanipa, respondió a las acusaciones de Freddy Ñañez mediante un vídeo en X, dando el siguiente discurso: "narrativa (del sabotaje) no la creen ni los chavistas más radicales, pero terminan callados porque también son perseguidos por el régimen".
El presidente Nicolás Maduro también atribuyo a un supuesto sabotaje contra el sistema eléctrico del país como razón del apagón. Diosdado Cabello, recién nombrado por Maduro como ministro del Interior, Justicia y paz, aseguró que el Gobierno ya tenía información de supuestos ataques y hará ''justicia'' contra los culpables.Según el medio Infobae, estas acusaciones podrían dar pie a una escalada de persecución y represión contra la oposición política. 
El ingeniero especialista en sistemas eléctricos, José Aguilar Suárez, con más de 10 años de experiencia en la formulación de un plan detallado y estructurado para abordar la recuperación del SEN, desestimó estas aseveraciones, a la par que encontró ilógico que sin investigación previa ni estudiar el caso, prácticamente desde el inicio del apagón, se estuvieran atribuyendo responsabilidades. Expresó Aguilar:

No sabemos con certeza irrefutable la causa que haya provocado esto, pero es una falla que ha debido ser bastante cercana a Guayana, de modo que, con las condiciones que tenía el sistema a esa hora, derivó en un colapso. Hace tres días ocurrió otra falla, esa falla ocurrió pasadas las siete de la noche y la recuperación fue bastante rápida. Entonces se volvió a citar el sector oficialismo de que esto es un sabotaje: sin tener las pruebas, sin haber investigado… Obviamente, si usted tiene una falla en la noche, es un tema de que es hora pico cuando Venezuela experimenta su mayor requerimiento eléctrico. Pero esta vez, estas en el extremo opuesto, no hay menor demanda en el día que la madrugada. Usted tiene que hacer una serie de maniobras en la red eléctrica para evitar que el sistema le colapse. No tenemos empresas básicas que mantienen una carga fuerte en el país. Venezuela no tiene los requerimientos que tenía, hay que empezar a desconectar cosas en el país para evitar colapsos del sistema. Seguramente cuando estaban en el proceso de restablecer los equipos, algo salió mal. Es por allí que es el problema.

El ingeniero electricista Paulo de Oliveira, profesor asociado de la Universidad de los Andes y miembro Senior del Instituto de Ingenieros Eléctricos y Electrónicos (IEEE, por sus siglas en inglés), descarta como poco creíble un ataque de este tipo, debido a que el Master Scada Station, el «cerebro» de la central Guri, es analógico. El sistema eléctrico nacional (SEN) ya cumplió 45 años, y desde hace 20 años se debió haberse hecho una modernización. De Oliveira recuerda que, en 2005, durante la presidencia de Hugo Chávez, se concretó una modernización de Casa de Máquinas 1 y 2 de Guri con la empresa canadiense ABB. La primera entrega estaba prevista para enero de 2007, como dice el proyecto. Esto no se concretó, según recuerda, por falta de pagos.
En un reporte de VE Sin Filtro, ocurre un segundo apagón nacional el 30 de agosto, que provocó una caída en la conectividad a internet en todo el territorio nacional, que se redujo a solo el 27 % del porcentaje normal.
Los residentes en la capital se tomaban con calma el corte de suministro. El tráfico durante la hora punta matinal, normalmente muy concurrida, era más fluido de lo habitual y algunos se quejaban por no poder comunicarse con sus familiares debido a la falta de servicio de la telefonía móvil.
Pasadas las 9:40 a. m. hora local, Diosdado Cabello, confirmó que el servicio eléctrico comenzó a estabilizarse en algunos sectores de Caracas y dijo que trabajaban para que sea restituido en todo el país “en muy poco tiempo”.  En algunas áreas del este de Caracas, el servicio se restableció de manera intermitente, pero a los pocos minutos volvió a fallar, dejando nuevamente a los habitantes en la oscuridad.
A pesar de las garantías de Diosdado Cabello, de que la electricidad volvería gradualmente, Al Jazeera afirmó el 30 de agosto, que los residentes de ciudades como Barquisimeto comenzaron a almacenar alimentos y gasolina en previsión de nuevos apagones, y testigos presenciales informaron que las colas en las gasolineras se extendían unos cinco kilómetros.
Tras más de 12 horas sin luz, se reportó que varias ciudades a lo largo del país volvían a tener servicio eléctrico, sin embargo, la red era inestable y se registraron fluctuaciones.
En otro reporte a de Ve Sin Filtro, para las 8:40 p. m., la conectividad a internet a nivel nacional había alcanzado el 65 % de sus niveles habituales.

### Septiembre

#### 1 de septiembre
El día 1 de septiembre, un corte eléctrico dejó sin luz a diversas zonas de la capital Caracas, los lugares en los que se reportó falta de servicio fueron: La Boyera, El Valle, Las Acacias, Santa Mónica, Bello Monte, El Cafetal, Colinas de Santa Mónica, La Tahona, Las Esmeraldas, El Hatillo, Los Rosales, Bello Monte, Club Hípico, El Cementerio, Bulevar del Cafetal y San Román.
En otros sectores de Caracas y Miranda reportaron constantes fluctuaciones.

#### 2 de septiembre
Los estados Miranda y Aragua sufrieron cortes de energía el 2 de septiembre, siendo especialmente afectado el municipio El Hatillo; los usuarios se quejaron de que Corpoelec no respondía. 

#### 3 de septiembre
Un corte de energía afectó a Caracas y 16 estados a la 1:25 p. m. del 3 de septiembre. Maturín, la capital del estado Monagas, seguía registrando apagones diarios no programados ni anunciados hasta el 3 de septiembre con una duración de entre tres y cuatro horas. 

#### 5 de septiembre
Usuarios de Caracas y de ocho estados diferentes reportaron cortes de energía a las 2:50 p. m. del 5 de septiembre.

#### 13 de septiembre
Se registró una falla eléctrica en la subestación Planta Centro que se prolongó por al menos 10 horas en el estado Falcón, aunque también resultaron afectados los estados Carabobo y Yaracuy, el apagón inició a las 4:30 a. m. y se empezó a restablecerse a la 1:00 p. m. La falla ocurrió cuando se disparó el auto- transformador de 400/230 kilovatios en la subestación Planta Centro y para el momento estaba fuera de servicio la línea de 230 kilovatios Arenosa- Planta Centro, dejando sin tensión todas las subestaciones del sistema eléctrico de Falcón. la falla paralizó la producción del Centro de refinación Paraguaná.

#### 19 de septiembre
Un bajón eléctrico se produjo poco después del mediodía en diferentes zonas de Caracas, varias zonas se quedaron sin luz y otras regiones de Venezuela fueron afectadas. Ciudades como Puerto La Cruz (Anzoátegui), Barquisimeto (Lara), Valencia (Carabobo), San Fernando (Apure), Maracaibo (Zulia) y en el estado Miranda. Al igual en los estados Barinas, Mérida y Portuguesa en los llanos occidentales del país.

#### 23 de septiembre
A las 4 p. m. del día 23 de septiembre, un fuerte bajón eléctrico dejó sin servicio eléctrico a 13 estados del país, los cuales fueron: Táchira, Mérida, Nueva Esparta, Falcón, Barinas, Amazonas, Guárico, Miranda, Sucre, Monagas, Yaracuy, Cojedes, Zulia y Delta Amacuro. En una publicación de X de VE Sin Filtro reportó una caída de la conectividad a internet del 88.6 % a nivel nacional en su momento más crítico.

### Octubre

#### 10 de octubre
Entre las 2:19 y las 2:35, cuatro fluctuaciones eléctricas continuas afectaron la capital Caracas y a otros 11 estados del país, los estados afectados fueron Anzoátegui, Portuguesa, Aragua, Sucre, Monagas, La Guaira, Guárico, Falcón, Lara, Zulia, Yaracuy y el Distrito Capital. La Corporación Eléctrica Nacional (Corpoelec) no se pronunció ni dio información sobre las causas que provocaron las fluctuaciones. 

#### 11 de octubre
Por segundo día consecutivo, la ronda fluctuaciones iniciadas el 10 de octubre no cesaron en el estado Zulia, afectando especialmente a la ciudad de Maracaibo, los marabinos se enfrentaron a constantes fluctuaciones que se repetían en cortos periodos de tiempo y a cortes de luz de hasta tres horas, los zulianos apodaron a las fluctuaciones como ''rumba de bajones''.  Una serie de cortes de energía y bajones de tensión ocurrieron en el sistema eléctrico el día 16 de octubre durante la tarde en un 25% del territorio nacional

### Noviembre
Durante la tercera semana se han presentado fallas eléctricas y recortes de la energía eléctrica en distintos estados, entre los más afectados están La Guaira, Miranda, Nueva Esparta y Maracay. en otros sectores se han presentado bajones eléctricos como en el Distrito Capital y los estados Miranda, La Guaira, Lara, Monagas, Carabobo, Aragua, Zulia, Cojedes, Sucre, Mérida, Falcón, Anzoátegui y Guárico. Uno de los más afectados es nueva Esparta donde por falta de gas no funcionan las plantas  termoeléctricas, afectada por la explosión del gasoducto en Monagas.

## Efectos

### Industria petrolera y comercio
Las operaciones afectadas por el apagón del 30 de agosto incluyeron a la petrolera estatal PDVSA y su terminal más grande, que maneja aproximadamente el 70 % de las exportaciones de petróleo venezolano, así como su sede en Caracas. Los apagones también afectaron las operaciones de la empresa de petróleo, Petropiar, la principal terminal de exportación de crudo venezolano para Chevron.
Los trabajadores de Caracas se reunieron afuera de sus edificios de oficinas mientras esperaban instrucciones de sus jefes sobre si quedarse o irse a casa.
El apagón nacional del 30 de agosto, habría generado una serie de explosiones en una planta de la Industria Venezolana de Aluminio, en ciudad Guayana, estado Bolívar, debido a una sobrecarga. Trabajadores reportaron la desincorporación de más de 10 celdas activas. 

### Comunicaciones

#### 27 de agosto
Según VE Sin Filtro, el apagón de la noche del 27 de agosto, afectó la conectividad a Internet en un 86 % en todo el país. Precisó que los estados más afectados fueron: Táchira: 29 %, Mérida: 34 %, Falcón: 46 %, Nueva Esparta: 66 %, Guárico: 64 % y Miranda: 67 %.

#### 30 de agosto
En un reporte de VE Sin Filtro, ocurre un segundo apagón nacional el 30 de agosto, que provocó una caída en la conectividad a internet en todo el territorio nacional, que se redujo a solo el 27 % del porcentaje normal, lo que significa que 8 de cada 10 venezolanos se quedaron, al menos durante unas horas, sin poder acceder a redes sociales, medios digitales de pago y canales de comunicación electrónicos. 
Según el reporte arrojado a las 6:20 a. m., estos eran los porcentajes a conectividad a internet de cada estado: Delta Amacuro: 1.5 % Trujillo: 3.7 % Barinas: 5.9 % Sucre: 3.9 % Cojedes: 6.4 % Guárico: 7.3 % Miranda: 7.5 % Bolívar: 7.6 % Monagas: 7.6 % Portuguesa: 8.1 % Táchira: 8.5 % Falcón: 10.5 % Vargas: 10.7 % Anzoátegui: 10.7 % Yaracuy: 12.5 % Nueva Esparta: 13.7 % Zulia: 14.5 % Mérida: 15 % Apure: 16 % Aragua: 17 % Carabobo: 17.7 % Lara: 18 % Distrito Capital: 31 % Amazonas: 50 %.

### Transporte
El ministro de Transporte, Ramón Velásquez, informó que el servicio del Metro de Caracas se encuentra suspendido debido a los cortes y que más de 250 autobuses reemplazarán a los trenes hasta que se restablezca el suministro eléctrico.

### Salud
La Encuesta Nacional de Hospitales informó que no se registró fallecimientos durante el apagón nacional del 30 de agosto, la encuesta destacó que la mayoría de hospitales contaban con una planta eléctrica para responder ante el apagón. Sin embargo, el hospital Dr. Ángel Larradel del estado Carabobo, fue el único hospital registrado por la encuesta en donde la planta eléctrica no funcionó durante el apagón.
El Ministerio de Salud de Venezuela informó que aproximadamente 79 hospitales públicos seguían en funcionamiento.
Ciudadanos denunciaron en redes sociales que hospitales sin generadores tuvieron que limitar servicios, al igual que algunos hospitales que limitaron servicios a emergencias por la limitada capacidad de sus plantas eléctricas, con algunos pacientes en diálisis afectados.El Diario de Caracas reportó que “Huníades Urbina, director de la Academia Nacional de Medicina, dijo que entre 30 y 40 centros de salud del interior del país no cuentan con unidades de emergencia y cuidados intensivos funcionando durante los apagones”. 

## Enlace Externo
- Video explicando el apagón en YouTube

- Datos: Q130162540